# Union Titus Pétange
L'Union Titus Pétange è una società calcistica lussemburghese con sede nella città di Pétange. Fondata nell'aprile 2015 come fusione tra i due club CS Pétange e FC Titus Lamadelaine, attualmente milita in Division Nationale, la massima divisione del calcio lussemburghese. Nella stagione 2021-2022 raggiunge per la prima volta nella sua storia la semifinale di Coppa del Lussemburgo.

## Organico

### Rosa 2023-2024
Aggiornata al 10 agosto 2024.
| N. |                        | Ruolo | Calciatore                 |
| -- | ---------------------- | ----- | -------------------------- |
| 1  | Lussemburgo (bandiera) | P     | Tom Ottele                 |
| 4  | Lussemburgo (bandiera) | D     | Fabio Cerqueira            |
| 5  | Germania (bandiera)    | D     | Sascha Heil                |
| 6  | Germania (bandiera)    | C     | Christian Silaj            |
| 7  | Lussemburgo (bandiera) | C     | Patrik Teixeira            |
| 10 | Lussemburgo (bandiera) | C     | Artur Abreu                |
| 11 | Lussemburgo (bandiera) | D     | Mike Schneider             |
| 12 | Lussemburgo (bandiera) | P     | André Barrela              |
| 14 | Germania (bandiera)    | C     | Niklas Jeck                |
| 15 | Francia (bandiera)     | D     | Lucas Pellegrini           |
| 17 | Lussemburgo (bandiera) | A     | Ruben Goncalves Matheus    |
| 18 | Lussemburgo (bandiera) | D     | Miguel Fernandes Goncalves |
| 19 | Guinea (bandiera)      | A     | Mohamed Diaby              |
| 21 | Lussemburgo (bandiera) | C     | Kevin Kerger               |
| 23 | Germania (bandiera)    | C     | Alexander Laukart          |
| 26 | Portogallo (bandiera)  | D     | António Gomes              |
| 27 | Senegal (bandiera)     | D     | Sambou Sarr                |

| N. |                        | Ruolo | Calciatore               |
| -- | ---------------------- | ----- | ------------------------ |
| 29 | Lussemburgo (bandiera) | C     | Luca Duriatti            |
| 32 | Germania (bandiera)    | C     | Max Schmitten            |
| 33 | Lussemburgo (bandiera) | C     | Denis Stumpf             |
| 63 | Francia (bandiera)     | D     | Alexandre Laurienté      |
| 66 | Francia (bandiera)     | C     | Vincent Collet           |
| 68 | Germania (bandiera)    | A     | Kai Merk                 |
| 77 | Lussemburgo (bandiera) | C     | Tiago Rodrigues da Costa |
| 88 | Ucraina (bandiera)     | C     | Vladyslav Kobylyanskyi   |
| 99 | Lussemburgo (bandiera) | A     | Joel Rodrigues da Cruz   |
|    | Belgio (bandiera)      | P     | Matisse Giovanardi       |
|    | Lussemburgo (bandiera) | C     | Yannick Schaus           |
|    | Senegal (bandiera)     | A     | Babacar Seck             |
|    | Lussemburgo (bandiera) | D     | Yohann Torres            |
|    | Lussemburgo (bandiera) | C     | Eldin Cikotic            |
|    | Lussemburgo (bandiera) | C     | Edson Tavares Fernandes  |
|    | Lussemburgo (bandiera) | D     | Anthony Labata           |
|    | Germania (bandiera)    | D     | Fabio Besir              |

### Rosa 2022-2023
Aggiornata al 30 giugno 2022.
| N. |                        | Ruolo | Calciatore                 |
| -- | ---------------------- | ----- | -------------------------- |
| 1  | Lussemburgo (bandiera) | P     | Tom Ottele                 |
| 4  | Lussemburgo (bandiera) | D     | Fabio Cerqueira            |
| 5  | Germania (bandiera)    | D     | Sascha Heil                |
| 6  | Germania (bandiera)    | C     | Christian Silaj            |
| 7  | Lussemburgo (bandiera) | C     | Patrik Teixeira            |
| 10 | Lussemburgo (bandiera) | C     | Artur Abreu                |
| 11 | Lussemburgo (bandiera) | D     | Mike Schneider             |
| 12 | Lussemburgo (bandiera) | P     | André Barrela              |
| 14 | Germania (bandiera)    | C     | Niklas Jeck                |
| 15 | Francia (bandiera)     | D     | Lucas Pellegrini           |
| 17 | Lussemburgo (bandiera) | A     | Ruben Goncalves Matheus    |
| 18 | Lussemburgo (bandiera) | D     | Miguel Fernandes Goncalves |
| 19 | Guinea (bandiera)      | A     | Mohamed Diaby              |
| 21 | Lussemburgo (bandiera) | C     | Kevin Kerger               |
| 23 | Germania (bandiera)    | C     | Alexander Laukart          |
| 26 | Portogallo (bandiera)  | D     | António Gomes              |
| 27 | Senegal (bandiera)     | D     | Sambou Sarr                |

| N. |                        | Ruolo | Calciatore               |
| -- | ---------------------- | ----- | ------------------------ |
| 29 | Lussemburgo (bandiera) | C     | Luca Duriatti            |
| 32 | Germania (bandiera)    | C     | Max Schmitten            |
| 33 | Lussemburgo (bandiera) | C     | Denis Stumpf             |
| 63 | Francia (bandiera)     | D     | Alexandre Laurienté      |
| 66 | Francia (bandiera)     | C     | Vincent Collet           |
| 68 | Germania (bandiera)    | A     | Kai Merk                 |
| 77 | Lussemburgo (bandiera) | C     | Tiago Rodrigues da Costa |
| 88 | Ucraina (bandiera)     | C     | Vladyslav Kobylyanskyi   |
| 99 | Lussemburgo (bandiera) | A     | Joel Rodrigues da Cruz   |
|    | Belgio (bandiera)      | P     | Matisse Giovanardi       |
|    | Lussemburgo (bandiera) | C     | Yannick Schaus           |
|    | Senegal (bandiera)     | A     | Babacar Seck             |
|    | Lussemburgo (bandiera) | D     | Yohann Torres            |
|    | Lussemburgo (bandiera) | C     | Eldin Cikotic            |
|    | Lussemburgo (bandiera) | C     | Edson Tavares Fernandes  |
|    | Lussemburgo (bandiera) | D     | Anthony Labata           |
|    | Germania (bandiera)    | D     | Fabio Besir              |

### Rosa 2021-2022
Aggiornata al 16 giugno 2022.
| N. |                        | Ruolo | Calciatore                 |
| -- | ---------------------- | ----- | -------------------------- |
| 1  | Lussemburgo (bandiera) | P     | Tom Ottele                 |
| 4  | Lussemburgo (bandiera) | D     | Fabio Cerqueira            |
| 5  | Germania (bandiera)    | D     | Sascha Heil                |
| 6  | Germania (bandiera)    | C     | Christian Silaj            |
| 7  | Lussemburgo (bandiera) | C     | Patrik Teixeira            |
| 10 | Lussemburgo (bandiera) | C     | Artur Abreu                |
| 11 | Lussemburgo (bandiera) | D     | Mike Schneider             |
| 12 | Lussemburgo (bandiera) | P     | André Barrela              |
| 14 | Germania (bandiera)    | C     | Niklas Jeck                |
| 15 | Francia (bandiera)     | D     | Lucas Pellegrini           |
| 17 | Lussemburgo (bandiera) | A     | Ruben Goncalves Matheus    |
| 18 | Lussemburgo (bandiera) | D     | Miguel Fernandes Goncalves |
| 19 | Guinea (bandiera)      | A     | Mohamed Diaby              |
| 21 | Lussemburgo (bandiera) | C     | Kevin Kerger               |
| 23 | Germania (bandiera)    | C     | Alexander Laukart          |
| 26 | Portogallo (bandiera)  | D     | António Gomes              |
| 27 | Senegal (bandiera)     | D     | Sambou Sarr                |

| N. |                        | Ruolo | Calciatore               |
| -- | ---------------------- | ----- | ------------------------ |
| 29 | Lussemburgo (bandiera) | C     | Luca Duriatti            |
| 32 | Germania (bandiera)    | C     | Max Schmitten            |
| 33 | Lussemburgo (bandiera) | C     | Denis Stumpf             |
| 63 | Francia (bandiera)     | D     | Alexandre Laurienté      |
| 66 | Francia (bandiera)     | C     | Vincent Collet           |
| 68 | Germania (bandiera)    | A     | Kai Merk                 |
| 77 | Lussemburgo (bandiera) | C     | Tiago Rodrigues da Costa |
| 88 | Ucraina (bandiera)     | C     | Vladyslav Kobylyanskyi   |
| 99 | Lussemburgo (bandiera) | A     | Joel Rodrigues da Cruz   |
|    | Belgio (bandiera)      | P     | Matisse Giovanardi       |
|    | Lussemburgo (bandiera) | C     | Yannick Schaus           |
|    | Senegal (bandiera)     | A     | Babacar Seck             |
|    | Lussemburgo (bandiera) | D     | Yohann Torres            |
|    | Lussemburgo (bandiera) | C     | Eldin Cikotic            |
|    | Lussemburgo (bandiera) | C     | Edson Tavares Fernandes  |
|    | Lussemburgo (bandiera) | D     | Anthony Labata           |
|    | Germania (bandiera)    | D     | Fabio Besir              |

### Rosa 2020-2021
Aggiornata all'11 agosto 2020.
| N. |                           | Ruolo | Calciatore             |
| -- | ------------------------- | ----- | ---------------------- |
| 1  | Lussemburgo (bandiera)    | P     | Tom Ottele             |
|    | Camerun (bandiera)        | P     | Boris Bassene          |
|    | Lussemburgo (bandiera)    | P     | André Barrela          |
|    | Martinica (bandiera)      | D     | Sonhy Sefil            |
| 5  | Francia (bandiera)        | D     | Allan Hauguel          |
|    | Francia (bandiera)        | D     | Hugo Mesbah            |
|    | Lussemburgo (bandiera)    | D     | Kenan Korac            |
|    | Francia (bandiera)        | D     | Alexandre Laurienté    |
| 11 | Lussemburgo (bandiera)    | D     | Mike Schneider         |
|    | Lussemburgo (bandiera)    | D     | Yannick da Graca       |
| 28 | Tunisia (bandiera)        | D     | Mounir Hamzaoui        |
|    | Francia (bandiera)        | D     | Anthony Vacheron       |
|    | Lussemburgo (bandiera)    | C     | Joel Rodrigues da Cruz |
|    | Costa d'Avorio (bandiera) | C     | Nestor Kodjia          |

| N. |                                 | Ruolo | Calciatore          |
| -- | ------------------------------- | ----- | ------------------- |
| 6  | Germania (bandiera)             | C     | Yannick Kakoko      |
| 22 | Burkina Faso (bandiera)         | C     | Abdoul Aziz Kaboré  |
| 24 | Bosnia ed Erzegovina (bandiera) | C     | Emir Bijelić        |
| 21 | Lussemburgo (bandiera)          | C     | Kevin Kerger        |
|    | Francia (bandiera)              | C     | Bilel El Hamzaoui   |
|    | Lussemburgo (bandiera)          | C     | Denis Stumpf        |
|    | Lussemburgo (bandiera)          | C     | Munir Dragulovcanin |
| 10 | Lussemburgo (bandiera)          | C     | Artur Abreu         |
|    | Lussemburgo (bandiera)          | C     | Luca Duriatti       |
| 71 | Portogallo (bandiera)           | A     | Patrik Teixeira     |
|    | Lussemburgo (bandiera)          | A     | Eliot Gashi         |
| 9  | Algeria (bandiera)              | A     | Eddire Mokrani      |
|    | Francia (bandiera)              | A     | Robert Maah         |
| 40 | Francia (bandiera)              | A     | Jonathan Nanizayamo |

## Competizioni europee
L'Union Titus Pétange si è qualificata per la prima volta ai preliminari di UEFA Europa League nella stagione 2020-2021 grazie al quarto posto ottenuto in campionato. Giocherà la prima partita il 27 agosto contro i gibilterrini del Lincoln Red Imps.